# Aaron Rosand
Aaron Rosand (né Aaron Rosen le 15 mars 1927 à Hammond dans l'Indiana et mort le 9 juillet 2019 à White Plains (État de New York),, est un violoniste américain.

## Biographie
Aaron Rosand a étudié avec Leon Sametini (un élève d'Eugène Ysaÿe) au Collège de musique de Chicago (en) et avec Efrem Zimbalist à l'institut de musique Curtis (Curtis Institute of Music) à Philadelphie, où il enseigna jusqu'à sa mort. Il est particulièrement connu pour ses interprétations profondes et passionnées du répertoire romantique et pour la beauté de sa sonorité. Rosand a beaucoup enregistré et s'est produit avec la plupart des grands orchestres. Dans les années 1960, il a souvent joué dans le cadre du Festival de la musique romantique oubliée (en) de l'université Butler, ramenant à la vie des œuvres tombées dans l'oubli.